# أولكرسبور
أولكرسبور (بالتركية: Ülkerspor)‏ كان فريق كرة سلة تركي للمحترفين تأسس في سنة 1993 يقع مقره في إسطنبول. تم حل الفريق في سنة 2006

## الإنجازات
- الدوري التركي لكرة السلة:
  - الفوز (4): 1995، 1998، 2001، 2006 [2]
- كأس تركيا لكرة السلة:
  - الفوز (3): 2003، 2004، 2005 [3]
- كأس رئيس تركيا لكرة السلة:
  - الفوز (6): 1995، 2001، 2002، 2003، 2004، 2005 [4]